# Günter Becker (Schauspieler)
Günter Becker, auch Günther Becker (* 11. Oktober 1934 in Berlin), ist ein deutscher Schauspieler bei Bühne, Film und Fernsehen.

## Leben und Wirken
Becker erhielt privaten Schauspielunterricht bei Elisabeth Stiehler. Seinen Theatereinstand gab er in Heidelberg. Anschließend folgten Verpflichtungen, die ihn nach Konstanz, Gießen, Wien und Düsseldorf führten. Danach war Becker freiberuflich tätig und unternahm Gastspiele. Beim Fernsehen seit 1960 aktiv, sah man Becker in einer Fülle von Einzelproduktionen, mehrfach aber auch gastweise in Serien. In Kinospielfilmen wie dem B-Picture Tränen trocknet der Wind…, in dem er die Hauptrolle erhielt, war Günter Becker nur selten besetzt worden.

## Filmografie
- 1960: Hamlet, Prinz von Dänemark
- 1962: Seit Adam und Eva
- 1962: Lokalbericht
- 1963: Die sanfte Tour – Der Baron und die Bank von England
- 1963: Interpol (TV-Serie, Folge 1: Der Trick mit dem Schlüssel)
- 1964; Interpol (TV-Serie, Folge 4: Die Dame mit dem Spitzentuch)
- 1964: König Richard III
- 1964: Anklage gegen Unbekannt
- 1964: Kommissar Freytag (TV-Serie, eine Folge)
- 1965: Nächstes Jahr, in Jerusalem
- 1964–66: Die fünfte Kolonne (TV-Serie, fünf Folgen)
- 1967: Der dritte Handschuh (TV-Zweiteiler, eine Folge)
- 1967: Das Kriminalmuseum (TV-Serie, zwei Folgen)
- 1967: Der Blinde
- 1967: Tränen trocknet der Wind…
- 1967: Zuckerbrot und Peitsche
- 1968: Ein Abschiedsbrief
- 1968: Ein Hotelschlüssel
- 1970: Hanna Lessing
- 1972: Die Rote Kapelle
- 1973: Mordkommission (TV-Serie)
- 1975: Derrick (TV-Serie, eine Folge)
- 1981: Ach du lieber Harry